# Гуденсберг
Гуденсберг (нім. Gudensberg) — місто в Німеччині, знаходиться в землі Гессен. Підпорядковується адміністративному округу Кассель. Входить до складу району Швальм-Едер.
Площа — 46,5 км2. Населення становить 9761 ос. (станом на 31 грудня 2020).